# L'Impromptu de Versailles
L'Impromptu de Versailles est une comédie en un acte et en prose de Molière, créée d'abord à Versailles le 14 octobre 1663, puis au Théâtre du Palais-Royal le 4 novembre 1663. Cette pièce peut s'inscrire dans la catégorie « théâtre dans le théâtre ».
Dans cette pièce de théâtre, Molière attaque Edme Boursault en réponse à sa pièce Le Portrait du peintre, ou la Contre-Critique de l'Ecole des femmes (1663), ce qui valut à Boursault une certaine célébrité.

## Résumé
Molière, auteur, directeur de troupe, metteur en scène ainsi qu'acteur, dirige la répétition d’une de ses pièces qui doit être jouée dans quelques heures devant le roi. Les acteurs sont mécontents, car ils n’ont pas eu le temps d’apprendre leurs rôles. Ils reprochent à Molière de n’avoir pas fait plutôt une parodie des acteurs de l’Hôtel de Bourgogne qui les avaient critiqués. 
Molière s’amuse à en caricaturer quelques-uns avant de vouloir reprendre la répétition et de guider ses acteurs (scène I), lorsqu’un fâcheux vient imposer sa présence. Celui-ci accepte enfin de s’en aller en disant qu’il va prévenir le roi que la troupe est prête à jouer (scène II).
La répétition peut enfin débuter. Molière et La Grange jouent deux marquis, chacun estimant que c’est l’autre qui a été visé dans La Critique de l'école des femmes. Ils prennent à témoin un tiers, Brécourt, qui tient l’emploi d’un raisonneur. Puis c’est le tour de Mlle Du Parc et de Mlle Molière de caricaturer une prude et une femme d’esprit satirique, tandis que Du Croisy joue un poète jaloux et Mlle de Brie une coquette.
Mais la répétition s’interrompt encore, les acteurs affirmant qu’ils ne sauraient jouer leurs rôles en aussi peu de temps (fin de la scène V). L’affolement gagne toute la troupe quand on leur apprend que le roi est arrivé et demande à les voir jouer (scènes VI à X).
Fort heureusement un dernier messager leur apprend que le roi a appris leur embarras et leur accorde un répit (scène XI, finale).

## Quelques répliques
- Molière : « Il vaut mieux s’acquitter mal de ce que [les rois] nous demandent que de ne s’en acquitter pas assez tôt ; et si l’on a la honte de n’avoir pas bien réussi, on a toujours la gloire d’avoir obéi vite à leurs commandements » (scène I).
- Molière (s'adressant à La Grange) :  « Pour vous je n'ai rien à vous dire » (scène I). C'est le plus beau compliment que Molière pouvait faire à son camarade de scène, comme le rappelle le personnage de François Foucault, professeur agrégé de lettres au lycée Henri-IV, joué par Denis Podalydès, dans le film Les Grands Esprits.
- Brécourt : « Le dessein [de Molière] est de peindre les mœurs sans vouloir toucher aux personnes, et que tous les personnages qu’il représente sont des personnages en l’air, [...] qu’il habille à sa fantaisie pour réjouir les spectateurs » (scène IV).
- Mlle Molière : « Pourquoi [Molière] fait-il de méchantes pièces que tout Paris va voir, et où il peint si bien les gens, que chacun s’y connaît ? Que ne fait-il des comédies comme celles de M. Lysidas ? Il n’aurait personne contre lui, et tous les auteurs en diraient du bien » (scène V).

## Distribution
| Acteurs ayant créé les rôles        |                |
| Personnage                          | Acteur         |
| Molière, marquis ridicule           | Molière        |
| Brécourt, homme de qualité          | Brécourt       |
| La Grange, marquis ridicule         | La Grange      |
| Du Croisy, poète                    | Du Croisy      |
| La Thorillière, marquis fâcheux     | La Thorillière |
| Un messager                         | Béjart         |
| Mlle Du Parc, marquise façonnière   | Mlle Du Parc   |
| Madeleine Béjart, prude             | Mlle Béjart    |
| Mlle de Brie, sage coquette         | Mlle de Brie   |
| Mlle Molière, satirique spirituelle | Mlle Molière   |
| Mlle du Croisy, peste douceureuse   | Mlle du Croisy |
| Mlle Hervé, servante précieuse      | Mlle Hervé     |